# 塞多费塔
塞多费塔是葡萄牙波尔图区的一个堂区。总面积2.66平方公里，总人口24784人，人口密度9317.3人/平方公里。